# Adiantum oyapokense
Adiantum oyapokense är en kantbräkenväxtart som beskrevs av Jenm. Adiantum oyapokense ingår i släktet Adiantum och familjen Pteridaceae. Inga underarter finns listade.